# 城川原站
城川原站（日语：／ Jōgawara Eki */?）是位於富山縣富山市城川原，富山地方鐵道富山港線的電車站。車站編號為C33。

## 歷史

在富岩鐵道線啟用時的新聞。新聞中拍攝了站內車廠。

- 1924年（大正13年）7月23日 - 富岩鐵道（日语：富岩鉄道）富山口站至岩瀨港站（現時：岩瀨濱站）之間開通，此站啟用。當時為旅客車站[2][3]。當時站內設有車站大樓、月台、廁所和側線。站內也設有富岩鐵道線的車廠、變電站和詰所[4]。
- 1927年（昭和2年）12月15日 - 營業範圍修正，車站開始處理貨物[5]。
- 1941年（昭和16年）12月1日 - 在公司合併後，成為富山電氣鐵道富岩線車站[6]。
- 1943年（昭和18年）
  - 1月1日 - 公司改名，成為富山地方鐵道富岩線車站[6]。
  - 6月1日 - 被國有化，成為鐵道省（國鐵）富山港線車站[7]。當時車站只限處理旅客和手提行李，不會進行配送[7]。
- 1948年（昭和23年）3月 - 新建車站大樓[8]。
- 1955年（昭和30年）1月16日 - 站內設置富山運輸區[9]。
- 1963年（昭和38年）1月1日 - 營業範圍修正，車站不再處理貨物[10]。
- 1967年（昭和42年）3月6日 - 富山運輸區廢止[9]。
- 1974年（昭和49年）10月1日 - 營業範圍修正，車站可處理旅客和行李[11]。
- 1984年（昭和59年）2月1日 - 營業範圍修正，車站不再處理行李[12]。
- 1985年（昭和60年）3月 - 隨著富山港線不再使用舊型國電，於線上行走的列車之車廠富山第一機關區城川原派出所廢止，車廠功能轉移至北陸本線[13]。
- 1987年（昭和62年）4月1日 - 伴隨國鐵分割民營化，車站由西日本旅客鐵道（JR西日本）營運[3]。
- 2005年（平成17年）8月 - 開始興建富山輕軌總部暨運輸管理所和車廠[14][15]。
- 2006年（平成18年）
  - 3月1日 - 車站廢止[6]。同日，鄰接此站的富山輕軌總部暨運輸管理所竣工，與車廠一同公開[16]。
  - 3月23日 - 開始把TLR0600形電車遷入車廠[17]。
  - 4月29日 - 富山輕軌接管富山港線，此站重開[6]。
- 2020年（令和2年）2月22日 - 隨著富山輕軌被富山地方鐵道收費合併，成為富山地方鐵道的電車站[18][19]。

## 車站構造
電車站是地面車站，設有2面2線的相對式月台。站內設有連接車廠的引込線。在1號月台南邊設有1條側線。當列車進入車廠時候，需要駛經入換信號機。
在1985年（昭和60年）3月前，站內設有富山第一機關區城川原派出所，當時為富山港線的車廠，後來隨著與北陸本線一體化而廢止。但是，由於富山港線決定改為電車路線，因此在2004年（平成16年），富山輕軌決定在此站建設總部與車廠。在2005年（平成17年）8月開始動工，在2006年（平成18年）3月1日，總部暨運輸管理所等竣工，在3月23日起，列車開始搬入車廠。
總部暨運輸管理所是一座鋼架建築物，樓高兩層，總樓面面積464平方米。1樓設有總部辦工室、候車室、控制室，該處設有指揮/點名室。2樓為休息室和小憩室。車廠可容納4卡編成的列車，該處可進行車輛維修和檢查，也有工程人員的詰所和倉庫。這些設施的總建設費為3億3180萬日圓。
合併至富山地方鐵道後，在舊總部暨運輸管理所變成南富山運転區城川原管理所。

### JR富山港線時代
當時為地面車站，設有2面2線的相對式月台。為富山港線唯一列車交會車站。
在1924年（大正13年）7月23日富岩鐵道車站啟用時，站內設有富岩鐵道線的車廠、變電站和詰所。在國有化後的1955年（昭和30年）1月16日設置了富山運輸區。當時的運輸區把多條日本國鐵路線集中管理，不同各運輸區所擔當的業務相異。對於清閑線區，運輸區的功用是改善該區路線的經營情況。在富山運輸區中的業務包括了管理富山港線的旅客、行李和貨物運送，以及管理富山港線各種設備的運用和維護。另外，一般運輸區內的鄰接車站設有職員當值與設置站長，運輸區內也會有運輸區助手。機關區支區、變電區、電力區之配電分區也隸屬富山運輸區，運輸區助手也需要管理上述設施。
該富山運輸區在1967年（昭和42年）3月6日廢止，後來此站設置了富山第一機關區城川原派出所。成為了富山港線的列車車廠。但是隨著國鐵經營合理化，在1985年（昭和60年）3月，富山港線上的列車由日本國鐵72系電動列車改為國鐵475系電動列車，同時城川原派出所也廢止。

### 月台
| 月台 | 路線      | 方向       |
| ---- | --------- | ---------- |
| 1    | ■富山港線 | 岩瀨濱方向 |
| 2    | ■富山港線 | 富山方向   |

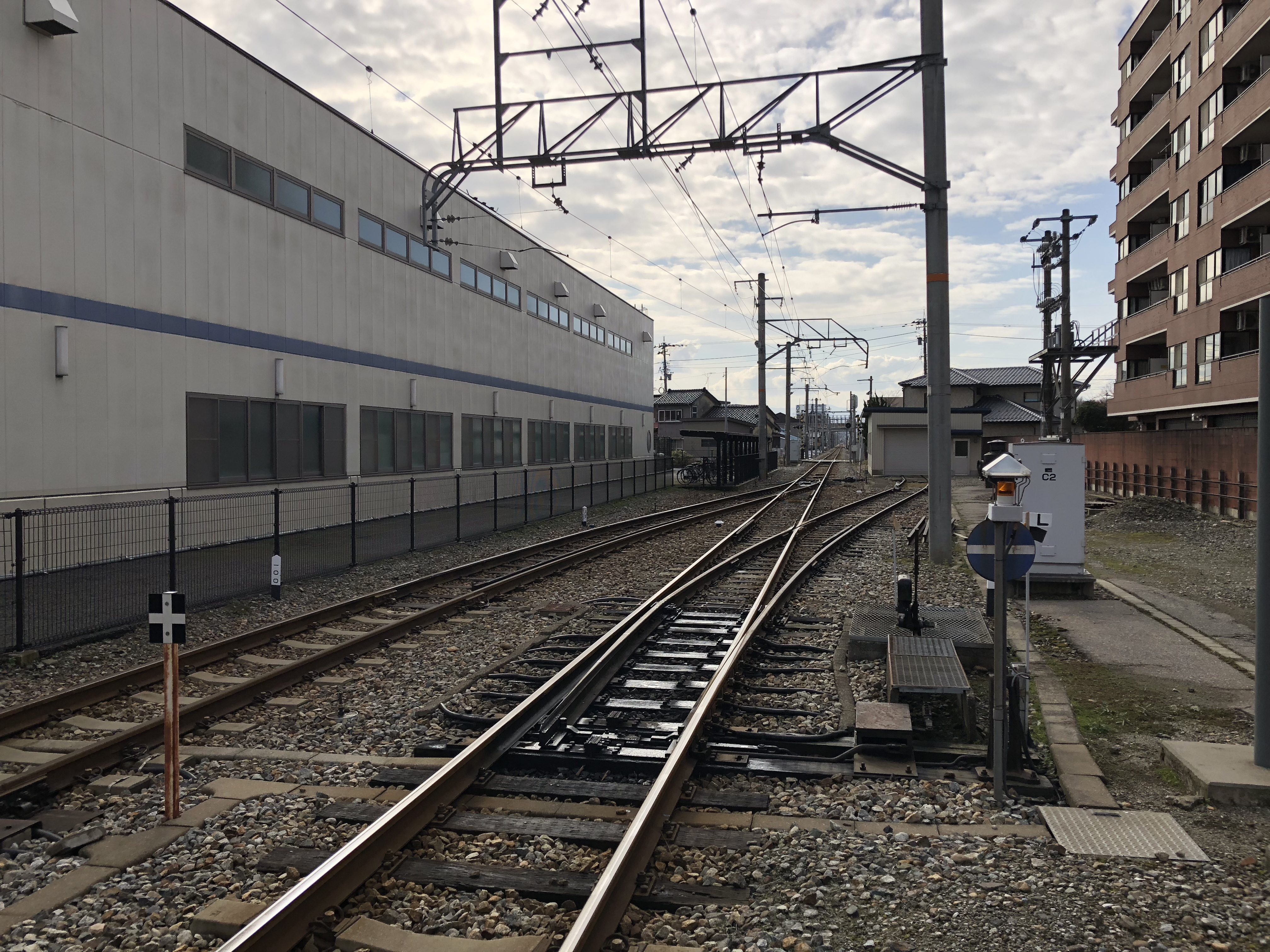
站內（2018年1月）
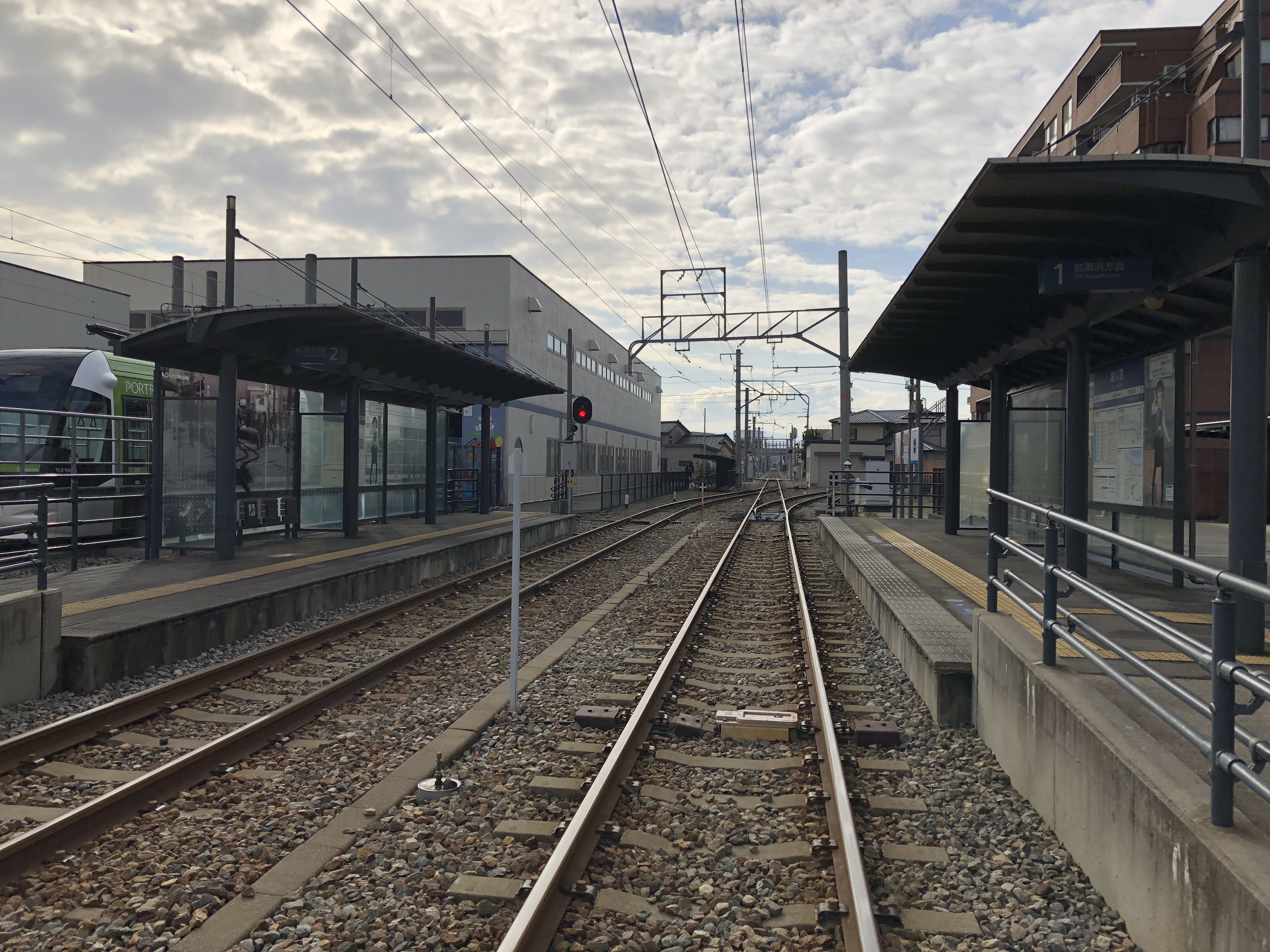
站內（2018年1月）
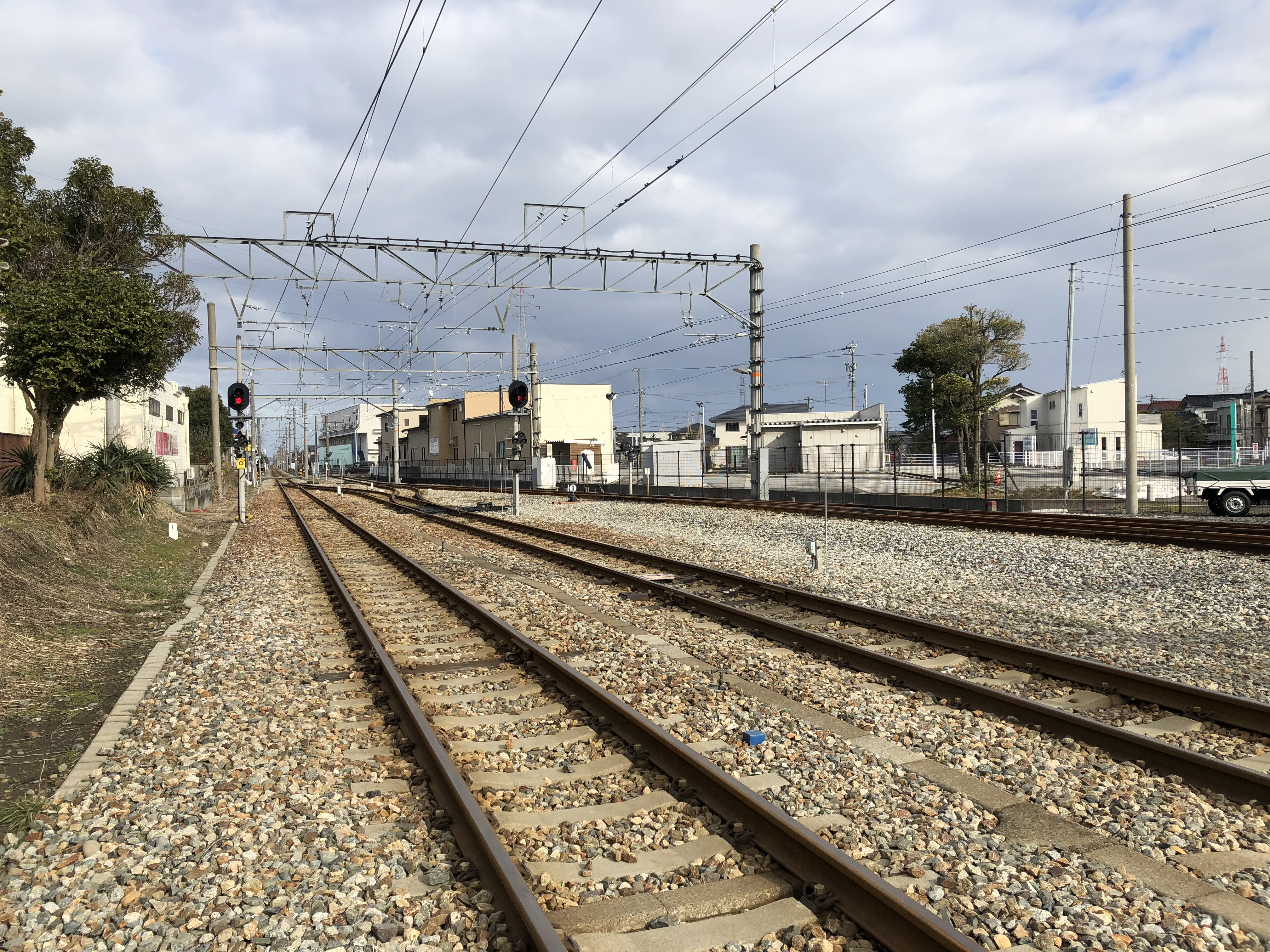
站內（2018年1月）
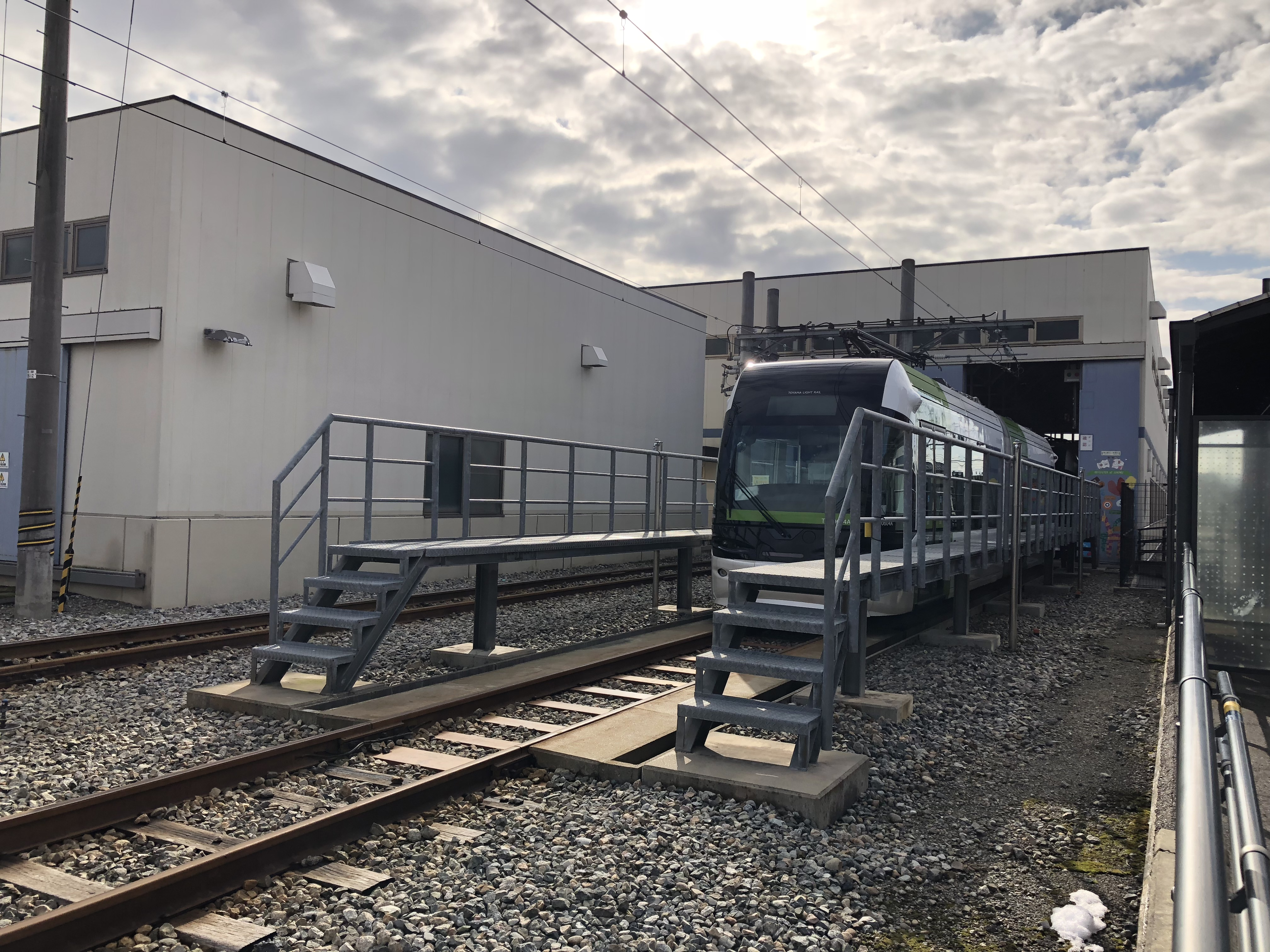
車廠（2018年1月）
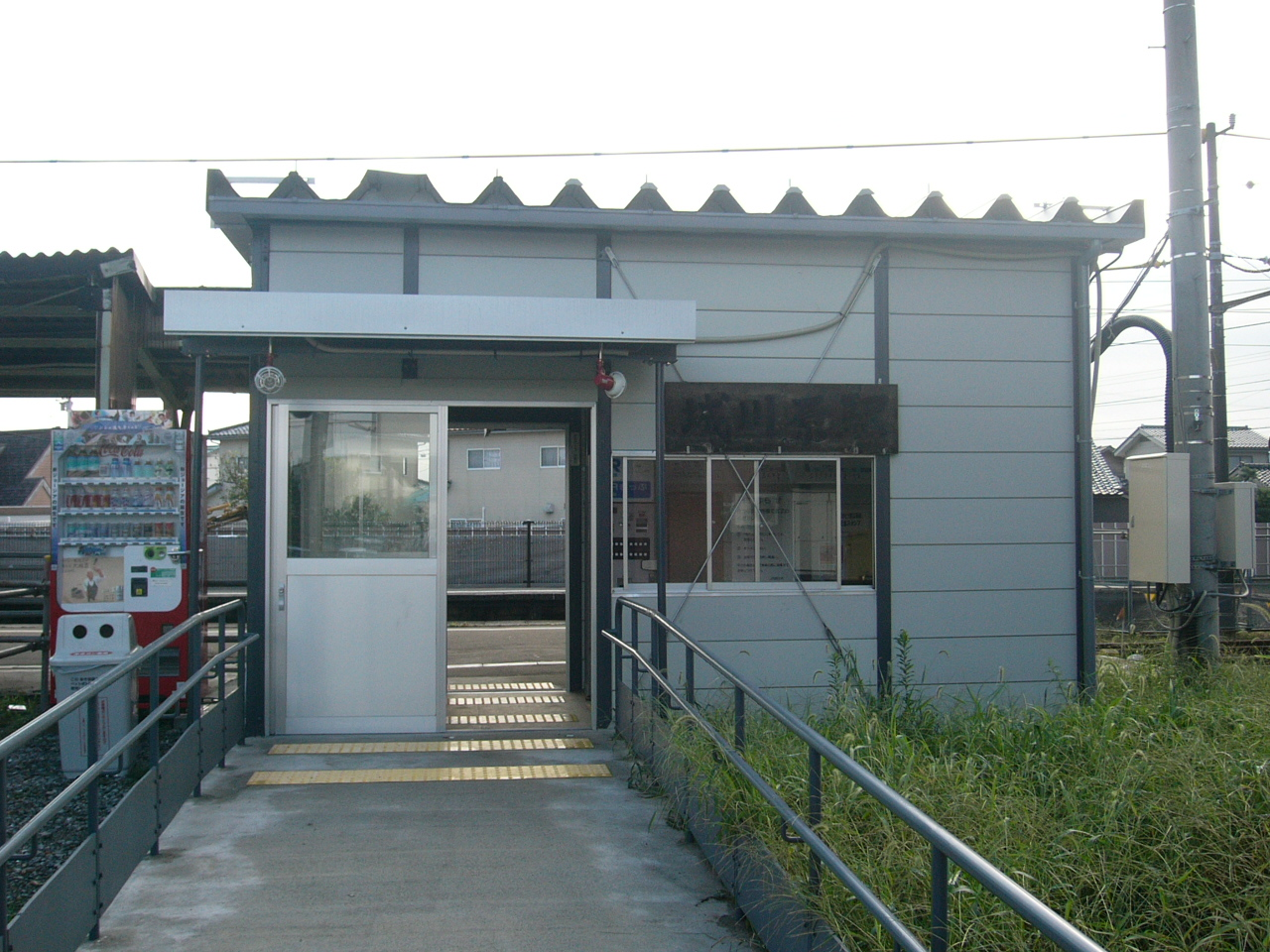
JR時代的城川原站 （臨時車站大樓：2005年10月）
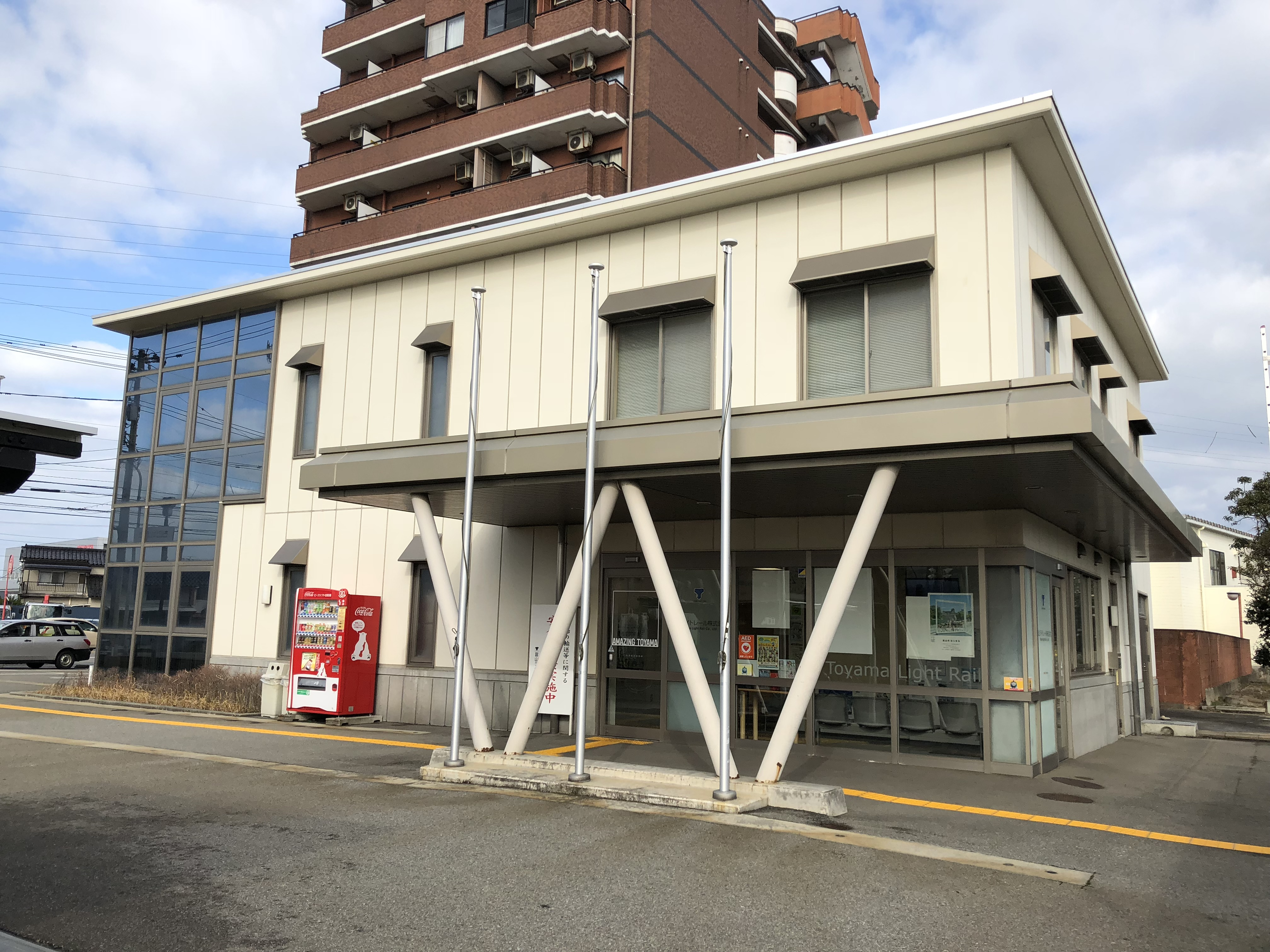
富山輕軌總部（2018年1月）

## 使用狀況
根據《富山縣統計年鑑》，以下為各年度一日平均乘車人次：
| 年度   | 1日平均 乘車人次 |
| ------ | ---------------- |
| 1997年 | 362              |
| 1998年 | 351              |
| 1999年 | 350              |
| 2000年 | 334              |
| 2001年 | 309              |
| 2002年 | 276              |
| 2003年 | 266              |
| 2004年 | 261              |
| 2005年 | 262              |

以下為近年1日平均上下車人次。
| 年度   | 1日平均 上下車人次 |
| ------ | ------------------ |
| 2013年 | 250                |
| 2014年 | 220                |
| 2015年 | 233                |
| 2016年 | 250                |
| 2017年 | 330                |
| 2018年 | 363                |

## 車站周邊
- 富山地方鐵道南富山運輸區城川原管理所（舊富山輕軌總部）
- 中島大橋（日语：中島大橋 (富山県)）（國道8號）

## 相鄰電車站
富山地方鐵道
■富山港線
越中中島（C32）－城川原（C33）－犬島新町（C34）

## 注腳
1. ↑  .   [2021年4月19日]. （原始内容存档于2021年3月5日） （日语）.
2. ↑  《官報》（71頁），1924年（大正13年）8月5日，內閣印刷局
3. 1 2  石野哲，《停車場変遷大事典　国鉄・JR編II》（162頁），1998年（平成10年）10月，JTB
4. 1 2  「ありがとう富山港線、こんにちはポートラム」編集委員會編，《ありがとう富山港線、こんにちはポートラム》（61頁），2006年（平成18年）5月，TC出版
5. ↑  《官報》（670頁），1927年（昭和2年）12月24日，內閣印刷局
6. 1 2 3 4  今尾惠介監修，《日本鉄道旅行地図帳 全線・全駅・全廃線 6号》（35頁），2008年（平成20年）10月，新潮社
7. 1 2  昭和18年鉄道省告示第119号（《官報》，1943年（昭和18年）5月25日，大藏省印刷局）
8. ↑  金澤鐵道管理局編，《北陸線のあゆみ》（8頁），1969年（昭和44年）10月，金澤鐵道管理局
9. 1 2 3 4  金澤鐵道管理局編，《北陸線のあゆみ》（105頁），1969年（昭和44年）10月，金澤鐵道管理局
10. ↑  昭和37年日本國有鐵道公示第625號（《官報》，1962年（昭和37年）12月21日，大藏省印刷局）
11. ↑  昭和49年日本國有鐵道公示第208號（《官報》，1974年（昭和49年）9月12日，大藏省印刷局）
12. ↑  昭和59年日本國有鐵道公示第174號（《官報》，1984年（昭和59年）1月30日，大藏省印刷局）
13. 1 2 3  「ありがとう富山港線、こんにちはポートラム」編集委員會編，《ありがとう富山港線、こんにちはポートラム》（67和72頁），2006年（平成18年）5月，TC出版
14. 1 2  「車両基地 来月に着工 富山ライトレール・城川原駅東側」，《北日本新聞》（2面），2005年（平成17年）7月30日，北日本新聞社
15. 1 2 3  「運転管理所を建設 富山ライトレール 城川原駅周辺、車両基地も」，《富山新聞》（4面），2005年（平成17年）8月17日，富山新聞社
16. 1 2 3 4 5  「本社・運転管理所が完成 車両基地は4編成分収容」，《北日本新聞》（2面），2006年（平成18年）3月2日，北日本新聞社
17. 1 2  「ポートラム通勤楽しみ 車両基地に搬入」，《北日本新聞》（37面），2006年（平成18年）3月24日，北日本新聞社
18. ↑  . 日本経済新聞. 2020-02-21  [2020-02-22]. （原始内容存档于2020-02-22） （日语）.
19. ↑  . 日本経済新聞. 2019-10-01  [2020-02-22]. （原始内容存档于2019-10-05） （日语）.
20. 1 2 3  川島令三編，《中部ライン 全線・全駅・全配線第7巻 富山・糸魚川・黒部エリア》（18和85頁），2010年（平成22年）10月，講談社
21. ↑  土居靖範、「JR富山港線のLRT転換と課題(上)」，《立命館経営学》第43卷6號所收，2005年（平成17年）3月，立命館大學
22. 1 2 3  相賀徹夫，《国鉄全線各駅停車7 北陸・山陰510駅》（172頁），1984年（昭和59年）1月，小學館
23. ↑  志村隆編，《JR全線・全駅舎 西日本編（JR東海・JR西日本・JR四国・JR九州》（103頁），2004年（平成16年）4月，學習研究社
24. ↑  日本國有鐵道監査委員會編，《昭和33年度 日本国有鉄道監査報告書》（182頁），1959年（昭和34年）8月，日本國有鐵道監査委員會
25. 1 2  日本國有鐵道編，《鉄道辞典 上巻》（129頁），1958年（昭和33年）3月，日本國有鐵道
26. ↑  統計年鑑 （页面存档备份，存于）（日語） - 富山縣
27. ↑  国土数値情報(駅別乗降客数データ)2011-2015年  （页面存档备份，存于）（日語） -　不同站的上落人次地圖 ，2019年9月4日參閲
28. ↑  国土数値情報　駅別乗降客数データ  （页面存档备份，存于）（日語） - 國土交通省，2020年9月15日參閲

## 外部連結
- 城川原站 時間表PDF（日語） - 富山地方鐵道
- 城川原站（日語） - 西日本旅客鐵道（存檔）